# Zatoka Tallińska
Zatoka Tallińska (est. Tallinna laht) – zatoka Morza Bałtyckiego w Estonii, w południowej części Zatoki Fińskiej. Na jej brzegach leży stolica kraju – Tallinn.
Zatoka położona jest pomiędzy dwoma półwyspami: Kakumäe i Viimsi. Dzieli się na trzy mniejsze części: Zatoka Tallińska (właściwa), Zatoka Kopli oraz Zatoka Paljassaare. Wody przybrzeżne są płytkie, ale szybko pogłębiają się. Maksymalna głębokość dochodzi do 100 m. Na wodach zatoki leżą dwie wyspy: Aegna i Naissaar.
Na zatoce znajduje się główny port pasażerski Tallinna – Vanasadam, a także dwa porty towarowe: Port Bekker w Kopli oraz Port Paljassaare. Na jej brzegach znajdują się cztery publiczne plaże w dzielnicach Pirita, Pelguranna (plaża Stroomi), Kakumäe i Paljassaare (plaża Pikakari).
Wody zatoki zostały silnie zaminowane podczas II wojny światowej. Jeszcze w maju 2015 roku podczas dwutygodniowej akcji oczyszczania wód z niewybuchów znaleziono 210 min, głównie wokół wysp Aegna i Naissaar.

## Źródła
- Review of the state of the Tallinn Bay and the factors affecting it